# Hope & Faith
Hope & Faith é uma sitcom norte americana que foi transmitida durante três temporadas na ABC.
A série tem como protagonistas Faith Ford interpretando Hope e Kelly Ripa, Faith. Ford interpreta uma dona de casa, com três filhos e um marido (interpretado por Ted McGinley). Ripa interpreta a irmã, uma actriz de telenovelas, cuja personagem é cortada levando-a a mudar-se com a irmã e a família desta. A série é baseada na vida da criadora, Joanna Johnson, antigo membro de The Bold and the Beautiful. A série tem como convidados actores como Dean Cain, Robert Wagner, Regis Philbin (o colega de Ripa no Live with Regis and Kelly) e Kathie Lee Gifford.
A série foi filmada primariamente em Nova Iorque nos Silvercup Studios, para acomodar o horário de Kelly Ripa com a gravação do Live with Regis and Kelly.

## Personagens
- Kelly Ripa como Faith Fairfield
- Faith Ford como Hope Shanowski
- Ted McGinley como Charlie Shanowski
- Megan Fox como Sydney Shanowski (2004-2006)
- Nicole Paggi como Sydney Shanowski (2003-2004)
- Macey Cruthird como Haley Shanowski
- Paulie Litt como Justin Shanowski
- Susan Sullivan como Nancy Lombard